# Styposis lutea
Styposis lutea là một loài nhện trong họ Theridiidae.
Loài này thuộc chi Styposis. Styposis lutea được Alexander Petrunkevitch miêu tả năm 1930.